# Wydział Prawa i Ekonomii Uniwersytetu Kazimierza Wielkiego w Bydgoszczy
Wydział Prawa i Ekonomii Uniwersytetu Kazimierza Wielkiego w Bydgoszczy – jeden z 17 wydziałów Uniwersytetu Kazimierza Wielkiego w Bydgoszczy.

## Historia
Instytut Prawa i Ekonomii powstał 1 października 2019 roku w ramach Kolegium IV. Od roku akademickiego 2022/2023, wskutek zarządzenia Rektora UKW, Instytut funkcjonuje jako Wydział Prawa i Ekonomii. 

## Kierunki kształcenia
Dostępne kierunki:
- prawo (jednolite studia magisterskie)
- administracja (studia I i II stopnia)
- ekonomia (studia I i II stopnia)
- kryminologia (studia I stopnia)
- prawo w biznesie (studia I stopnia)
- studia podyplomowe

## Struktura organizacyjna
| Katedra                                          | Kierownik                                   |
| ------------------------------------------------ | ------------------------------------------- |
| Katedra Prawa Administracyjnego                  | dr hab. Zbigniew Bukowski, prof. UKW        |
| Katedra Prawa Cywilnego                          | dr hab. Marek Salamonowicz, prof. UKW       |
| Katedra Prawa Gospodarczego i Finansowego        | dr hab. Tomasz Bojar-Fijałkowski, prof. UKW |
| Katedra Prawa Karnego                            | dr hab. Radosław Krajewski, prof. UKW       |
| Katedra Prawa Międzynarodowego i Konstytucyjnego | dr Agnieszka Wedeł-Domaradzka, prof. UKW    |
| Katedra Ekonomii                                 | prof. dr hab. Sławomir Kamosiński           |

## Władze Wydziału
W kadencji 2024–2028:
| Stanowisko                                      | Imię i nazwisko                       |
| ----------------------------------------------- | ------------------------------------- |
| Dziekan                                         | dr hab. Radosław Krajewski, prof. UKW |
| Prodziekan ds. kształcenia (nauki prawne)       | dr Dagmara Jaroszewska-Choraś         |
| Prodziekan ds. kształcenia (ekonomia i finanse) | dr Maryla Bieniek-Majka               |